# Лосось дунайський
Лосось дунайський, або головатиця (Hucho hucho) — вид ряду лосось родини лососевих. Найцінніша риба річок басейну Дунаю, що витікають з Карпат, представник лососевих, відомий також під назвою головатиця. Він зустрічається на сході Закарпатської області в середній і нижній течіях річок Тересви і Тереблі, у Тисі, у Передкарпатті — басейнах Прута і Черемоша. Це — одна з найбільших риб гірських річок, довжина якої досягає понад 180 см, маса — 60 кг. Лосось дунайський вважається реліктовою формою тайменя, раніше широко розповсюдженого у водоймах Євразії.
Тіло струнке, брускувате. Майже половину великої голови займає широка паща, щелепи усіяні великою кількістю зубів. Опуклі, чітко виражені очі посаджені високо на лобі. Це хижак, який активно полює на широких плесах. Швидким, блискавичним рухам сприяє характерне розміщення спинного, анального та черевних плавців — вони зміщені ближче до хвоста, лопаті якого дуже широкі. Маскуватися рибі допомагає забарвлення, подібне до кольору дна гірської річки. Воно сіре із зеленуватим відтінком, часто переходить у коричнево-червоне. Боки світліші, черево біле. На спині та боках чорні плями.

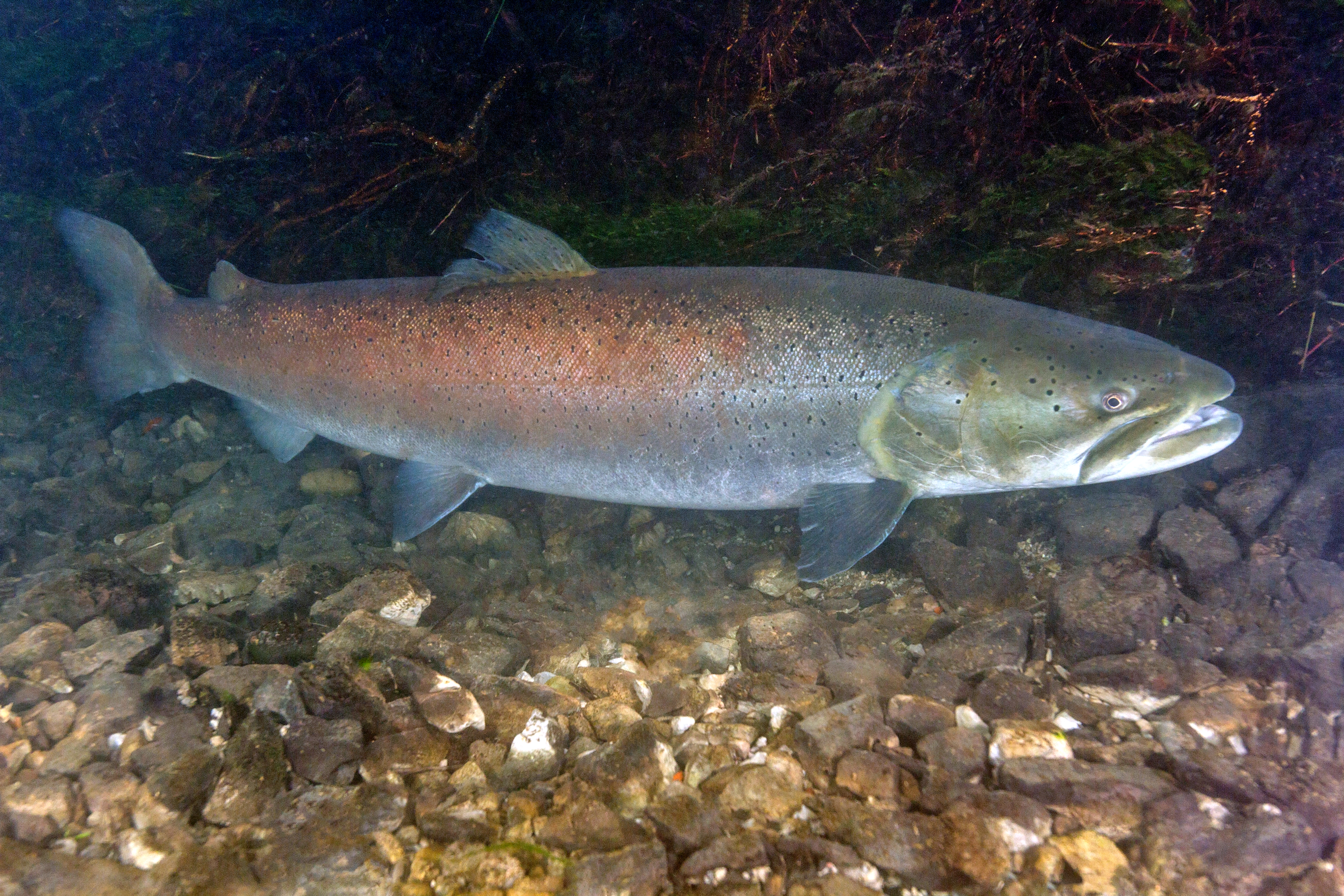
Лосось дунайський у природному середовищі

Тримається поблизу перекатів, мостів, навислих берегів, повалених дерев. У пошуках їжі лосось переходить від схованки до схованки в межах обраної ділянки. Під час небезпеки блискавично зникає. Найсприятливішою для нього є температура води +15…+20 С, але при достатньому насиченні її киснем (до 8—9 мг/л) може витримувати температуру до 22 °C. На зимівлю спускається до гирл річок та ям, де спокійніша течія, а в період нересту піднімається проти течії, долаючи перешкоди заввишки до 1,2 м.
Самці вперше починають розмножуватись у три-чотирирічному віці, досягаючи маси 1—2 кг, самки — на четвертому-п'ятому році життя при масі 2-3 кг. Це риби завдовжки 50—60 см. Нерест відбувається в березні-травні при температурі води +6…+ 10 °C. Нерестовищами є гірські потоки завглибшки 0,3—1,2 м. Тут, на чистому гальковому дні, де швидкість течії досягає 0,6-1 м/с, самиці викопують гнізда — овальні ями. Нерест парний, плідники охороняють територію навколо гнізда, тому вони знаходяться один від одного на відстані понад 70 м. Відкладають ікру вночі, невеликими порціями протягом двох — п'яти діб. Плодючість самок зростає із збільшенням їх довжини, маси та віку. Наприклад, у чотирирічної самиці завдовжки 59 см і масою понад З кг виявлено 7,6 тис. ікринок діаметром 2 мм, у восьмирічної, завдовжки 84 см і масою 5,7 кг-11,4 тис. ікринок діаметром 5 мм. Діаметр і маса ікринок зростають із збільшенням віку самок. Період інкубації ікринок триває понад місяць.
Личинки довго живуть за рахунок жовткового міхура. Молодь живиться безхребетними, а згодом переходить на споживання риб. Найбільша інтенсивність живлення восени та взимку. Улітку вона знижується і припиняється внаслідок значного підвищення температури води. Споживаючи переважно малоцінну рибу, молодь добре росте, і на третьому році життя її маса підвищується більш як втричі.
Лосось поїдає таких риб, як мересниця, пічкур, ялець-андруга, ялець. У шлунках шестирічних особин виявляють головня, підуста, харіуса, пструга струмкового.
На першому році життя довжина лосося дунайського досягає близько 15 см, іноді і більше. Майже такі самі прирости у довжину спостерігаються і в наступні два-три роки життя. Потім темп росту уповільнюється, проте збільшуються прирости маси. На першому — четвертому році вони становлять від 70 до 760 г, на п'ятому — восьмому — від 1,3 до 2,2 кг. У зв'язку з такими особливостями росту недоцільно виловлювати молодих риб, бо це зменшує відтворювальні можливості цього виду. Лосось особливо бажаний у водоймах, заселених малоцінною рибою.
Причиною зменшення чисельності лосося дунайського є зарегулювання й забруднення річок. Найсуворіша охорона і штучне розведення лосося сприятиме збільшенню його чисельності. Вилов лосося дунайського заборонений.